# Basketbalový klub Dukla Olomouc
Il Basketbalový klub Dukla Olomouc è stata una società cestistica cecoslovacca, avente sede a Olomouc. Fondata nel 1962, è scomparsa nel 1994.
Ha vinto due volte il Campionato di pallacanestro cecoslovacco, nel 1972-1973 e nel 1974-1975.
Prima di scomparire, ha disputato il primo campionato ceco del 1993 e il successivo del 1993-94.

## Palmarès
- Campionato cecoslovacco: 2

1972-73, 1974-75